# Казьмирчук, Григорий Дмитриевич
Григо́рий Дми́триевич Казьмирчу́к (укр. Григорій Дмитрович Казьмирчук; 9 мая 1944, с. Кальник, Ильинецкий район, Винницкая область, УССР, СССР — 16 июня 2025) — советский и украинский историк, доктор исторических наук (1997), профессор (2000). Заведующий кафедрой истории для гуманитарных факультетов КНУ им. Т. Шевченко (2001—2015).

## Биография
Родился 9 мая 1944 года в с. Кальник Винницкой области УССР. В 1951—1961 годах учился в Кальницкой школе, а в 1961—1969 годах в Молодогвардейском техническом и Красноармейском педагогическом училищах, которые окончил с отличием. В 1969 поступил и в 1974 году окончил с отличием исторический факультет Киевского государственного университета им. Т. Шевченко.
В 1984 году защитил кандидатскую диссертацию на тему «Первый этап освободительного движения в России в исследованиях историков Советской Украины (1917—1980 гг.)». Научный руководитель — д. и. н., проф. В. Н. Котов. В 1997 году защитил докторскую диссертацию на тему: «Движение декабристов: историография проблемы (1917—середина 1930-х годов)» по специальности — «Историография, источниковедение и специальные исторические дисциплины».
С 1977 года — ассистент, с 1989 года — доцент, с 2000 года — профессор кафедры истории России. С 2001 года — заведующий кафедры истории для гуманитарных факультетов КГУ.

## Признание и награды
- Медаль «Двадцать лет победы в Великой Отечественной войне 1941—1945 гг.»;
- Медаль «Ветеран труда»;
- Медаль «На страже рубежей Родины»;
- Знак «За научные достижения»;
- Орден «Геродот Галикарнасский» (за весомый вклад в развитие отечественной исторической науки);
- Звание «Почётный краевед Украины».

## Научная деятельность
Подготовил 3 доктора и 27 кандидатов исторических наук (данные на начало 2017 года). Автор более 550 (данные на начало 2018 года) научных, научно-популярных и публицистических работ. Среди них 35 монографических исследований, брошюр и курсов лекций. Исследует проблемы историографии, библиографии, истории Украины, России, краеведения. Организатор и руководитель международных конференций «Декабристские чтения» (1987—2005).
Член редакционных коллегий ряда периодических изданий исторического профиля, в частности: «Вестник Киевского национального университета имени Тараса Шевченко. История», «Научные записки: Серия Исторические науки» (Кировоград), «Сиверщина в истории Украины: Сб. научных трудов», «Проблемы истории Украины XIX — начала XX вв.», «Известия Иркутского государственного университета» (Серия «История») и др. Главный редактор журнала «Социальная история: научный сборник» (Вып. I—X, 2007—2015). На протяжении многих лет редактирует серию «Декабристські чтения» (10 вып., 1987—2005) и сборники «Декабристы в Украине: исследования и материалы» (5 вып.).

## Избранная библиография
Монографии
- Все, що посіяне зійде… (Нариси суспільно-політичного руху Росії першої половини XIX ст.). — К., 1988. — 100 с.
- Декабристоведение: итоги и проблемы. 1917—1993 гг. — К., 1993. — 115 с.
- Декабристи. Історіографія проблеми. 1917—1935. — К., 1994. — 125 с.
- «Апостоли правди». Рух декабристів в історичній літературі 1917 — першій половині 30-х років. — К., 1997. — 209 с.
- Соціально-економічний розвиток Правобережної України в першій чверті XІX століття. — К., 1998. — 174 с. (Соавтор — Т. Соловйова).
- Історіографія руху декабристів: В 4-х ч. — Ч. І. Дореволюційне декабристознавство (1825—1917 рр.). — К., 2000. — 169 с.; Ч. 2. Становлення радянського декабристознавства (1917 — перша половина 1930-х рр.). — К., Черкаси, 2001. — 238 с.
- Українське декабристознавство. — К., Черкаси, 2002. — 282 с. (Соавтор — Ю. В. Латиш).
- Історичний факультет Київського національного університету імені Тараса Шевченка: минуле й сьогодення (1834—2004 рр.) / Під ред. проф. Г. Д. Казьмирчука. — К.: ПРАЙМ-М, 2004. — 356 с.
- Село Кальник: поступ до промислового суспільства (кінець ХVIII — на початку XX ст.). Зошит № 1. Документи з історії села. — К., 2005. — 38 с.
- Роде наш красний: Село Кальник. — Кн. 1. Документи й дослідження з історії села (кінець XVIII — на початку XX ст.). — К., 2006. — 118 с. (Соавтор — М. Казьмирчук).
- Освіта в селі Кальнику з 60-х років XIX ст. — 20-х років XX ст. — К., 2007. — 38 с. (Соавтор — М. Казьмирчук).
- Роде наш красний: Село Кальник. — Кн. ІІ. Документи й дослідження соціальних проблем села Кальника наприкінці XVIII — на початку XX ст. — К., 2008. — 249 с. (Соавтор — М. Казьмирчук).
- Роде наш красний: Село Кальник. — Кн. ІІІ. Документи й дослідження соціальних проблем села Кальника наприкінці XVIII — на початку XX ст. — К., 2010. — 265 с. (Соавтор — М. Казьмирчук).
- «Українські декабристи чи декабристи на Україні?»: Рух декабристів очима істориків 1920-х років Архивная копия от 28 сентября 2021 на Wayback Machine / Упор., вступ. ст. та примітки Григорія Казьмирчука, Юрія Латиша. К., 2011. 195 с.
- Університет св. Володимира і Тарас Шевченко. — К.: ПП «КП УкрСІЧ», 2014. — 228 с., іл., фото Архивная копия от 19 декабря 2018 на Wayback Machine (соавтор — М. Г. Казмирчук).

10 томов избранных трудов
- Вибрані твори / Григорій Казьмирчук. — К.: Логос, 2012. — Т.1. Декабристи в Україні. — 2012. — 244 с., портр.
- Вибрані твори / Григорій Казьмирчук. — К.: ПП «КП УкрСІЧ», 2012. — Т.2. Декабристознавство / Наук. ред. к. і. н. , доц. О. В. Вербовий. — 2012. — 195 с., портр.
- Вибрані твори / Григорій Казьмирчук. — ПП КП «УкрСІЧ», 2013. — Т.3. Історіографія руху декабристів / Наук. ред. к. і. н., доц. Ю. В. Латиш. 2013. — 422 с., портр.
- Вибрані твори / Григорій Казьмирчук, Марія Казьмирчук. — К.: ПП КП «УкрСІЧ», 2013. — Т. 4. Село Кальник. — Кн. 1. Документи. — 2013. — 475 с.
- Вибрані твори / Григорій Казьмирчук, Марія Казьмирчук. — К.: ПП КП «УкрСІЧ». — 2012. — Т. 4. — Кн. 2. Село Кальник. Роде наш красний. Дослідження соціальних проблем села Кальника з найдавніших часів до наших днів. — К., 2013.- 337 с.
- Вибрані твори / Григорій Казьмирчук. — К., 2013. Т. 5. Декабристознавчі студії / Упор. Ю. В. Латиш. — К.: ПП «КПУкрСІЧ»,2013. — 194 с
- Вибрані твори / Григорій Казьмичук. — 2016. — Т. 6. «Апостоли правди»: Рух декабристів в історичній літературі 1917 — першій половині 30-х років / Упор. М. Г. Казьмирчук. — К.: ПП «КП УкрСІЧ», 2016. — 223 с.
- Вибрані твори / Григорій Казьмирчук. — К.: ПП «КП УкрСІЧ», 206. — Т. 7. Українське декабристознавство / Григорій Казьмирчук, Юрій Латиш; пердмова і упор. М. Г. Казьмирчук.- 2016. — 264 с.
- Вибрані твори / Григорі Казьмирчук. — К.: ПП «КП УкрСіч», 201. — Т. 8. «Кальник — столиця України…» / Григорій Казьмирчук, Марія Казьмирчук, Ярослава Рябцева. — 2017. — 353 с., світлини.
- Вибрані твори / Григорій Казьмирчук. — К.: ПП «КП УкрСІЧ». — 2017. — Т 9. Університет св. Володимира і Тарас Шевченко / Григорій Казьмирчук, Марія Казьмирчук; передмова Я. Г. Рябцева. — 2-е випр. і допов. вид. — 2017. — 195 с.
- Вибрані твори / Григорій Казьмирчук. — К.: ПП «КП УкрСІЧ», 2018. — Т. 10. Вступ до університетських студій / Григорій Казьмирчук, Марія Казьмирчук; передмова Я. Г. Рябцева; відпов. ред. О. С. Лукянчук. — 2018. — 195 с., фото.

Учебники и учебные пособия
- Історія України: підручник для іноземних студентів вищих навчальних закладів / В. І. Гусєв, Г. Д. Казьмирчук, В. П. Капелюшний, М. Г. Казьмирчук, Г. С. Черевичний. — К., 2008. — С. 19-36, С. 37—47, С. 77-96.
- Історія України: Курс лекцій для студентів вищих навчальних закладів / Наук. ред. та кер. авт. кол. д. і. н., проф. Г. Д. Казьмирчук. — 2 -ге видання, виправлене і доповнене. — К.: Логос, 2009. — С. 7—8, С. 65—91, 137—161, 190—215.
- Історія України: підручник Архивная копия от 27 апреля 2018 на Wayback Machine / Г. Д. Казьмирчук, А. П. Коцур, О. В. Вербовий та ін., за ред. Г. Д. Казьмирчука. — К., 2009. — С. 9—10, 45—106, 159—218.
- История Украины: учеб. для иностр. студ. высш. учеб. заведений / под ред. Г. Д. Казьмирчука; Г. Д. Казьмирчук, В. И. Гусев. В. П. Капелюшный и др. — К., 2010. — С. 3—6, С. 7—28, С. 45—78, С. 113—132.
- История Украины: Учебник для студентов высших учебных заведений / Г. Д. Казьмирчук (рук. авт. коллектива), В. Ф. Колесник, А. П. Коцур и др. — К., 2010. — С. 9—10, 11—33, 59—86, 173—228.
- Історична бібліографія: Курс лекцій і методичних матеріалів для магістрів історичного факультету Архивная копия от 12 октября 2017 на Wayback Machine. — К., 2013. — 183 с.
- Вступ до спеціальності: Навчально-методичний комплекс Архивная копия от 21 сентября 2018 на Wayback Machine. — Вид. 3-є, випр. та доповн. — К.: ПП «КП УкрСІЧ», 2014. — 166 с.
- История Украины: Учебник / Г. Д. Казьмирчук, А. П. Коцур, М. Г. Казьмирчук и др.; под ред. Г. Д. Казьмирчука. — изд. 4-е исп. и доп. — К.: УкрСІЧ, 2014. — 744 с.

Сборники статей
- Декабристи в Україні: дослідження й матеріали / Наук. ред. проф. Г. Д. Казьмирчука. — К.: Ін-т Історії України НАН України; Київ. нац. ун-т імені Тараса Шевченка. — Т. 3.- 2003. — 257 с.
- Декабристи в Україні: дослідження й матеріали: / Наук. ред. проф. Г. Д. Казьмирчук. — К.: Інт-т Історії України НАН України, Київ. нац. ун-т імені Тараса Шевченка. — Т. ІV. — 2005. — 202 с.
- Декабристи в Україні: дослідження й матеріали Архивная копия от 28 сентября 2021 на Wayback Machine / Наук. ред. проф. Г. Д. Казьмирчука. — К., Інт Історії України НАН України 2007. — Т. 5.- 255 с.
- Декабристи в Україні: дослідження й матеріали Архивная копия от 28 сентября 2021 на Wayback Machine / Упор. Г. Д. Казьмирчук, Ю. В. Латиш; наук. ред. проф. Г. Д. Казьмирчука. Т. 6. К., 2009. 204 с.
- Декабристи в Україні: дослідження й матеріали Архивная копия от 28 сентября 2021 на Wayback Machine / Упор. Г. Д. Казьмирчук, Ю. В. Латиш; наук. ред. проф. Г. Д. Казьмирчука. Т. 7. К., 2013. 440 с.
- Казьмирчук Г. Д. Гончар Борис Михайлович // Історичний факультет Київського університету: минуле й сьогодення (1834—2004 рр.). — К., 2004. — С. 180.
- Проблемы истории и историографии Украины: программы и материалы…; под ред. проф. Г. Д. Казьмирчук. — К., 2006—2016. — Вып. 1—11 (на укр. яз).